# Wereldtentoonstelling van 1935
De Wereldtentoonstelling van 1935 (Exposition Universelle et Internationale Bruxelles) was een wereldtentoonstelling die van 27 april 1935 tot 25 november werd gehouden te Brussel aan de Heizel. Er waren 24 officiële en 5 niet-officiële deelnemende landen. De expositie trok 20 miljoen bezoekers.

## Geschiedenis
Het was de 23e universele wereldtentoonstelling en werd door het Bureau International des Expositions geclassificeerd als algemene tentoonstelling van de eerste categorie, een destijds gebruikte subcategorie van universele wereldtentoonstelling. Het hoofdthema was transport, maar ook de kolonisatie kwam aan bod met de 50e verjaardag van de Kongo-Vrijstaat.
De tentoonstelling werd uitgetekend door de Belgische hoofdarchitect Joseph Van Neck. Hij ontwierp ook het Groot Paleis of Palais des Expositions met een strenge gevel en een merkwaardige betonnen boogstructuur. Ook andere architecten werkten mee, zoals Le Corbusier voor het Franse paviljoen, Victor Bourgeois voor het Grote Paleis, het Leopold II-restaurant en het Soprocolpaviljoen.
Een opmerkelijk gebouw was het Paviljoen van het Katholieke leven van architect Henri Lacoste, met een koperen koepel geflankeerd door zes obelisken. Het Italiaanse paviljoen, een rationalistisch ontwerp van Adalberto Libera en Mario De Renzi, was een ode aan het fascisme, met enorme fasces in glas en metaal.
Er was een voorstelling van het nieuwe medium televisie door de firma Philips. Er waren ook vele werken van Paul Delvaux en René Magritte te zien, waardoor hun carrière een stimulans kreeg.

## Restanten
Meerdere gebouwen zoals het Eeuwfeestpaleis samen met drie andere gebouwen werden hergebruikt voor Expo 58 die doorging op dezelfde plaats. Ook het Eeuwfeeststadion (Stadion ter ere van het eeuwfeest 100 jaar België) werd daar gebouwd en bestaat nog steeds. Daarnaast werd het Planetarium van Brussel tijdens deze wereldtentoonstelling geopend.